# 一席之地
《一席之地》是一部2009年的台灣電影，樓一安導演，由高捷、陸弈靜、莫子儀、路嘉欣、唐振剛、溫昇豪、隆宸翰等主演，囊括了2009年台北電影節觀眾票選獎、最佳女配角及最佳美術設計。

## 劇情
莫子（莫子儀飾），一個狂放不羈的搖滾鬼才，卻難得知音。這憤世嫉俗的孤獨靈魂，似乎只有在面對凱西時（路嘉欣飾），柔情的另一面才偶然乍現。然而在凱西日漸走紅後，兩人的關係卻逐漸走向冰點。這是莫子第一次寫情歌給凱西，或許也是唯一的一次……
林師傅（高捷飾），專門為往生者蓋房子，家中堆滿了栩栩如生的紙人、紙手槍、紙麻將……，當然還有紙洋房，卻一輩子也掙不到一間屬於自己的房子，甚至自己生病的開刀錢也湊不到。接二連三狗屁倒灶的鳥事，在妻子阿月嬸（陸弈靜飾）陰錯陽差竊得一筆鉅款後，似乎就要迎刃而解了……
但人算不如天算，原本不相干的兩組人，因林師傅的寶貝兒子小剛（唐振剛飾）而出現了交集，並引發一連串出乎意料的連鎖效應……。於是，在這個喧囂的都市叢林裡，不論是在世的人，還是死後的鬼，彷彿都已耗盡了所有生命的氣力，嘶喊著：還我一席之地！

## 演員列表
| 演員   | 飾演   | 備註                               |
| ------ | ------ | ---------------------------------- |
| 高捷   | 林師傅 | 紙洋房師傅，技藝高超。             |
| 陸弈靜 | 阿月嬸 | 林師傅的妻子，從事掃墓。           |
| 莫子儀 | 莫子   | 失意的地下樂團主唱，凱西的男朋友。 |
| 路嘉欣 | 凱西   | 主流創作歌手，莫子的女朋友。       |
| 唐振剛 | 小剛   | 林師傅與阿月嬸的兒子，個性憨傻。   |
| 隆宸翰 | 彥碩   | 孫總的弟弟，室內設計師，作風洋派。 |
| 溫昇豪 | 孫總   | 彥碩的哥哥。                       |
| 應蔚民 | 小吳   | 黑道大哥。                         |

## 原聲帶
| 曲序 | 曲目                   |        | 作曲                        | 演唱   | 时长 |
| ---- | ---------------------- | ------ | --------------------------- | ------ | ---- |
| 1.   | 莫子之歌               |        |                             |        | 1:07 |
| 2.   | 一席之地（亂彈版）     | 吳牧青 | 徐千秀                      | 莫子儀 | 1:26 |
| 3.   | 超渡                   | 吳牧青 | 徐千秀                      | 莫子儀 | 2:41 |
| 4.   | 祝你生日快樂           |        |                             |        | 0:57 |
| 5.   | 生日快樂OP.1           | 吳牧青 | 徐千秀                      | 路嘉欣 | 1:19 |
| 6.   | 我一定要成功           |        |                             |        | 0:34 |
| 7.   | 改變                   | 趙一豪 | 趙一豪                      | 趙一豪 | 4:31 |
| 8.   | 淹沒OP.1               |        | 徐千秀、莫子儀 許昊、詹智翔 |        | 2:18 |
| 9.   | 三鶯部落的孩子們       |        |                             |        | 0:10 |
| 10.  | 河岸漂流               | 吳牧青 | 徐千秀                      | 路嘉欣 | 3:52 |
| 11.  | 一席之地               |        |                             |        | 2:46 |
| 12.  | 鐵樂貓的辯解           |        |                             |        | 0:16 |
| 13.  | E和絃                  | 徐千秀 | 徐千秀                      | 徐千秀 | 4:00 |
| 14.  | 誕生                   | 趙一豪 | 趙一豪                      | 趙一豪 | 2:22 |
| 15.  | 超渡（亂唱版）         | 吳牧青 | 徐千秀                      | 莫子儀 | 2:42 |
| 16.  | 阿月嬸之歌             |        |                             |        | 1:17 |
| 17.  | 塵與土                 | 吳牧青 | 徐千秀                      | 莫子儀 | 3:12 |
| 18.  | 冰櫃與念佛機           |        |                             |        | 0:39 |
| 19.  | 淹沒OP.1（道士混音版） | 莫子儀 | 徐千秀、莫子儀 許昊、詹智翔 |        | 2:19 |
| 20.  | 生日快樂OP.5           | 吳牧青 | 徐千秀                      | 路嘉欣 | 1:55 |
| 21.  | 淹沒OP.2               | 莫子儀 | 徐千秀、莫子儀 許昊、詹智翔 |        | 3:28 |
| 22.  | 城市上空               |        |                             |        | 0:42 |
| 23.  | 晚安野玫瑰             | 陳芯宜 | 徐千秀                      | 莫子儀 | 2:45 |
| 24.  | 片尾即興演奏曲         |        |                             |        | 2:05 |

## 外部連結
- 一席之地官方部落格 （页面存档备份，存于）
- Yahoo奇摩電影上《一席之地》的資料（繁體中文）
- MSN娛樂上《一席之地》的資料（繁體中文）

- 開眼電影網上《一席之地》的資料（繁體中文）
- 豆瓣电影上《一席之地》的資料 （简体中文）
- 时光网上《一席之地》的資料（简体中文）
- AllMovie上《一席之地》的资料（英文）
- 爛番茄上《一席之地》的資料（英文）
- 一席之地在香港影庫上的簡介
- 互联网电影数据库（IMDb）上《一席之地》的资料（英文）